# Patrick Kisnorbo
Patrick Fabio Maxime Kisnorbo est un footballeur international australien né à Melbourne le 24 mars 1981. Défenseur central lors de ses dernières années à Melbourne City, il a été entraîneur de l'ESTAC Troyes entre 2022 et 2023.

## Biographie

### En club
En mars 2010, il se blesse gravement et ses rêves de Coupe du monde avec la sélection australienne pourraient ne pas se réaliser. Il fait son retour quatorze mois plus tard le 7 mai 2011, en rentrant au jeu lors de la dernière journée du Championship face aux Queens Park Rangers. En juillet 2011, il signe une prolongation de contrat, se trouvant désormais lié au club jusqu'en juin 2013.

### Parcours d'entraîneur
Le 23 novembre 2022, alors à la tête de Melbourne City, il est nommé entraîneur de l'ESTAC Troyes, autre propriété du City Football Group, et y signe un contrat jusqu'à l'été 2025. Le 26 novembre 2023, l'ESTAC Troyes communique sa mise à pied à la suite d'un bilan qualifié par la presse de « catastrophique ». En un an, le club n'aura eu que trois victoires en 37 matchs de championnat, pour 20 défaites. Les nombreuses défaites en Ligue 2 BKT ont placé le club au bord de la relégation en National, entrainant une grève des supporters et forçant le départ du coach,.

## Palmarès

### En club
South Melbourne FC
- Vainqueur de la saison régulière de National Soccer League en 2001
- Finaliste de la National Soccer League en 2001

 Leicester City
- Champion de League One en 2009

 Leeds United
- Vice-champion de League One en 2010

### En sélection
Australie
- Vainqueur de la Coupe d'Océanie en 2004

### Comme entraîneur
Melbourne City
- Vainqueur de la A-League en 2021
- Finaliste de la A-League en 2022
- Vainqueur de la saison régulière en A-League en 2021 et 2022